# Streitholz
Streitholz ist ein Ortsteil der thüringischen Stadt Heilbad Heiligenstadt im Landkreis Eichsfeld.

## Geographie und Verkehr

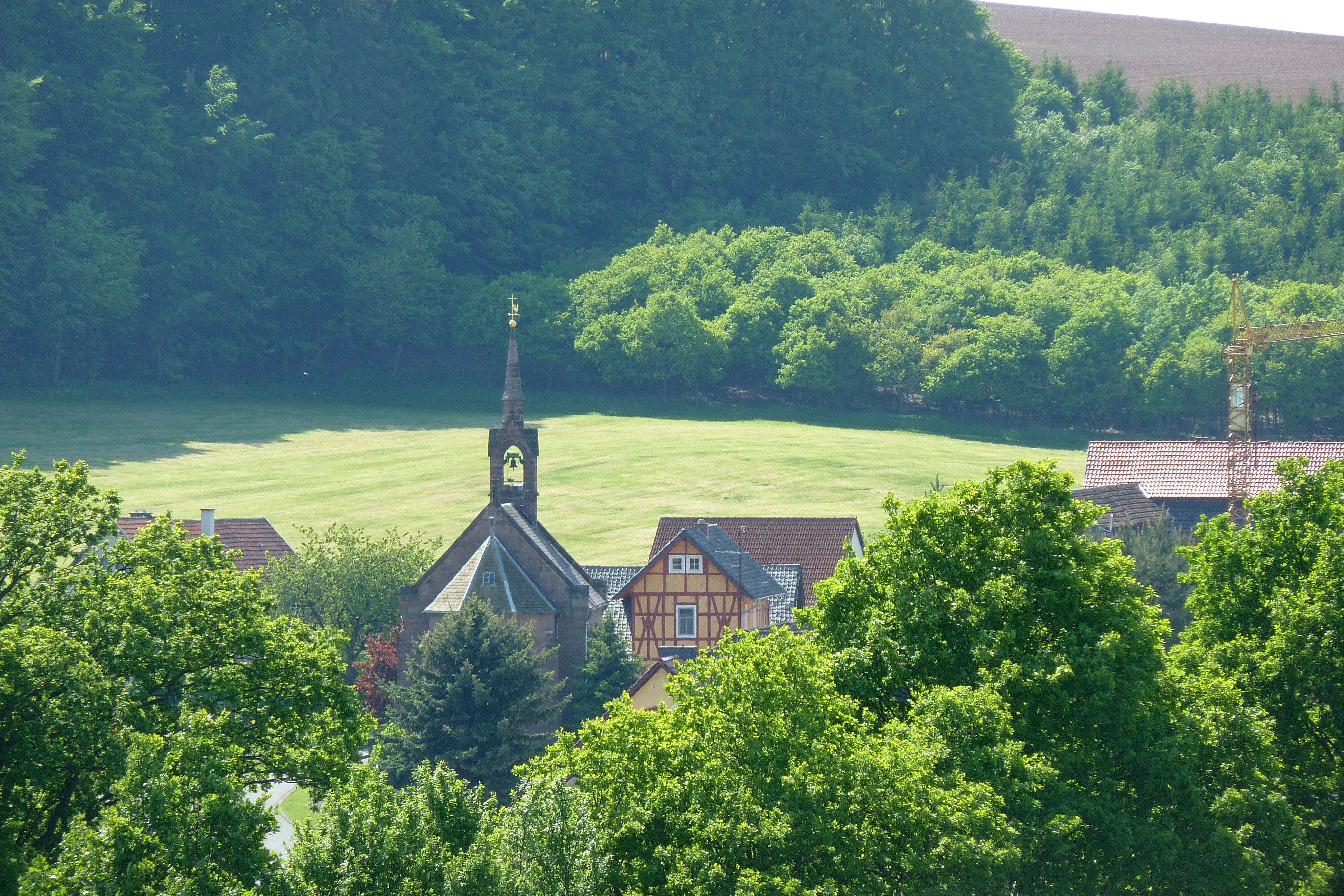
Ansicht auf Streitholz von Nordosten

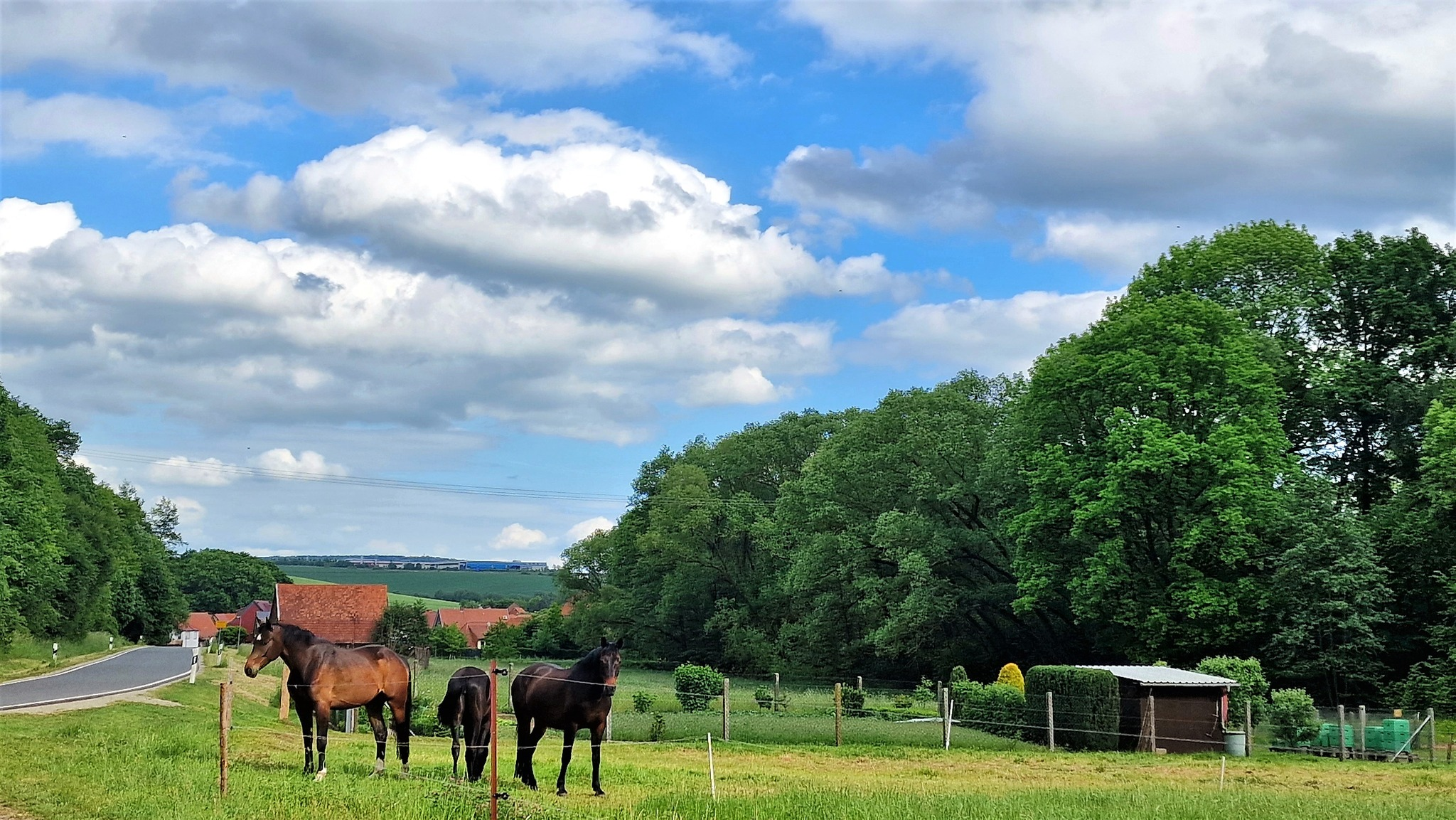
Gemeinde Hohes Kreuz von Streitholz nach Einfahrt Mengelrode

Streitholz liegt ungefähr fünf Kilometer nordwestlich von der Kreisstadt Heiligenstadt entfernt in der Buntsandsteinhügellandschaft des mittleren Eichsfeldes. Die höchste Erhebung in der Gemarkung ist der Rumsberg (384,4 m). Durch den Ort fließt der Rothenbach, der bei Mengelrode in die Beber mündet.
Der Ort befindet sich an der Straße zwischen Mengelrode und Bischhagen. Über diese Straße ist Streitholz an die Thüringer Landesstraße 1002 (Deutsche Märchenstraße) angebunden. Umliegende Orte sind Bischhagen, Siemerode, die Gemeinde Freienhagen und Vogelsang in Niedersachsen.
Erreicht werden kann Streitholz über die Anschlussstelle „Heilbad Heiligenstadt“ an der Bundesautobahn 38. Der nächste Bahnhof befindet sich ebenfalls in Heiligenstadt.

## Geschichte
Eine erste Erwähnung soll der Ort in einer Urkunde aus dem Jahr 1286 als „Strietholz“ finden, was aber nicht belegt ist. 1323 wird ein Dorf mit Namen Rodenbach (Ort am roten Bach) als Vorgängersiedlung erstmals erwähnt, wurde später aber zur Wüstung. Die von Bodenhausen ließen den Ort ab 1547 wieder besiedeln, wo eine Glashütte bestand. Ab Anfang des 17. Jahrhunderts ist der Name Streitholz geläufig (1613 als Stritsholz, 1619 als Streidtholcz). Der Name bezieht sich um einen Rechtsstreit um einen Wald zwischen dem Herzogtum Braunschweig-Grubenhagen und Kurmainz.
Bis zur Säkularisation gehörten Streitholz und die umliegenden Orte zur Kurmainz. Von 1802 bis 1945 war der Ort Teil der preußischen Provinz Sachsen. Ab Dezember 1942 waren in Streitholz Zwangsarbeiter aus der Ukraine im Einsatz.
Nach dem Zweiten Weltkrieg war Streitholz Teil der sowjetischen Besatzungszone. Von 1949 bis zur Wiedervereinigung gehörte Streitholz zur DDR und befand sich nahe der innerdeutschen Grenze. Auf dem Rumsberg an der südlichen Gemarkungsgrenze befand sich ein abgeschirmter mobiler Funkortungs- und Beobachtungsposten der sowjetischen Streitkräfte, bestehen aus einem Erdbunker, einer Holzhütte, Erdwällen und Laufgräben.
Nachdem Streitholz bereits am 15. März 1974 nach Mengelrode eingemeindet worden war, erlangte der Ort nach der friedlichen Revolution am 1. Juni 1990 erneut Eigenständigkeit als Gemeinde im neuen Bundesland Thüringen.
Mit einer Bestehenszeit von nur 214 Tagen gehört die wiedergebildete Gemeinde Streitholz damit zu den kurzlebigsten Gemeinden in Deutschland.
Am 1. Januar 1991 schlossen sich die Gemeinden Streitholz, Siemerode, Bischhagen und Mengelrode zur neuen Gemeinde Hohes Kreuz zusammen, die vom 2. Januar 1992 bis zum 31. Dezember 2023 der Verwaltungsgemeinschaft Leinetal angehörte.
Streitholz ist seit 1. Januar 2024 Ortsteil der Stadt Heilbad Heiligenstadt.
In Streitholz steht die katholische Filialkirche St. Johannes Evangelist. Sie wurde 1884/85 im neugotischen Stil erbaut und erhielt ihre Konsekration im Jahre 1897. Von 1650 bis 1860 war Streitholz Bestandteil der katholischen Pfarrei Rohrberg, von 1860 bis 2005 der katholischen Pfarrei Mengelrode und ist seitdem der Pfarrei Siemerode eingegliedert. Im Ort leben derzeit etwa 89 Einwohner.

## Sehenswürdigkeiten
- Katholische Filialkirche St. Johannes Evangelist